# France 2 Cinéma
France 2 Cinéma är en film- och TV-producent ägd av France Télévisions som även äger France 3 Cinéma. Filmbolagen associeras till TV-kanalen France 2.
Några av de långfilmer som företaget deltagit i är Gosskören och 8 kvinnor samt Agnès Jaouis filmer, såsom Se mig och I andras ögon.